# Шевченко, Анна Спиридоновна
Анна Спиридоновна Шевченко (1913 — ?) — звеньевая виноградарского совхоза имени Молотова Министерства пищевой промышленности СССР, Анапский район Краснодарского края. Герой Социалистического Труда (26.09.1950).

## Биография
Родилась в 1913 году в станице Гостагаевской Таманского отдела Кубанской области, ныне Анапского района Краснодарского края. Русская.
С 1937 года трудилась рабочей виноградарской бригады совхоза имени Молотова Анапского района. Совхоз имени Молотова, Анапского района, Краснодарского края, самый крупный виноградарский совхоз в СССР. В нём механизированы все трудоемкие работы по уходу за виноградными насаждениями.
Особенностью выращивания культуры в том, что виноградники совхоза не орошаются, не укрываются на зиму, но часто подмерзают. Здесь выращивали сорта Рислинг (занимает 72 процента всей площади), Пино чёрный, Каберне, Алиготе, Шардоне, Мускаты белый и розовый, Траминер. Все виноградные кусты обеспечены опорой в виде одно-, а на участках с сильным ростом кустов — двухплоскостной шпалеры.
После освобождения Кубани от немецко-фашистских захватчиков Александра Георгиевна участвовала в восстановлении полностью разрушенного в период оккупации совхозного хозяйства.
Позже возглавила звено, которое по итогам работы в 1949 году получило урожай винограда 93,4 центнера с гектара на площади 5 гектаров.
Указом Президиума Верховного Совета СССР от 26 сентября 1950 года за получение высоких урожаев винограда в 1949 году Анне Спиридоновне Шевченко присвоено звание Героя Социалистического Труда с вручением ордена Ленина и золотой медали «Серп и Молот».
Этим же указом ещё 19 тружеников совхоза имени Молотова были удостоены высокого звания, в том числе и директор П. В. Яворский.
Виноградари её звена изыскивают новые возможности дальнейшего повышения урожайности виноградников и повышения производительности труда. В последующие годы её звено продолжало собирать высокие урожаи солнечной ягоды в совхозе, переименованном в 1957 году в совхоз имени Ленина.
Проживала в родной станице Гостагаевской. Позже А. С. Шевченко выехала на постоянное место жительства в город Ашхабад Туркменской ССР (ныне — Туркмения).

## Награды
- Медаль «Серп и Молот» (26.09.1950);
- Орден Ленина (26.09.1950).
- Орден Трудового Красного Знамени (03.11.1953)
- Медаль «За трудовую доблесть»(23.08.1952)
- Медаль «За трудовую доблесть»(31.10.1957)
- Медаль «В ознаменование 100-летия со дня рождения Владимира Ильича Ленина» (6 апреля 1970)
- Медаль «Ветеран труда»
- медалями ВСХВ и ВДНХ
- Нагрудный знак «Лучший садовод и виноградарь»
- и другими
- Отмечена грамотами и дипломами.

## Память

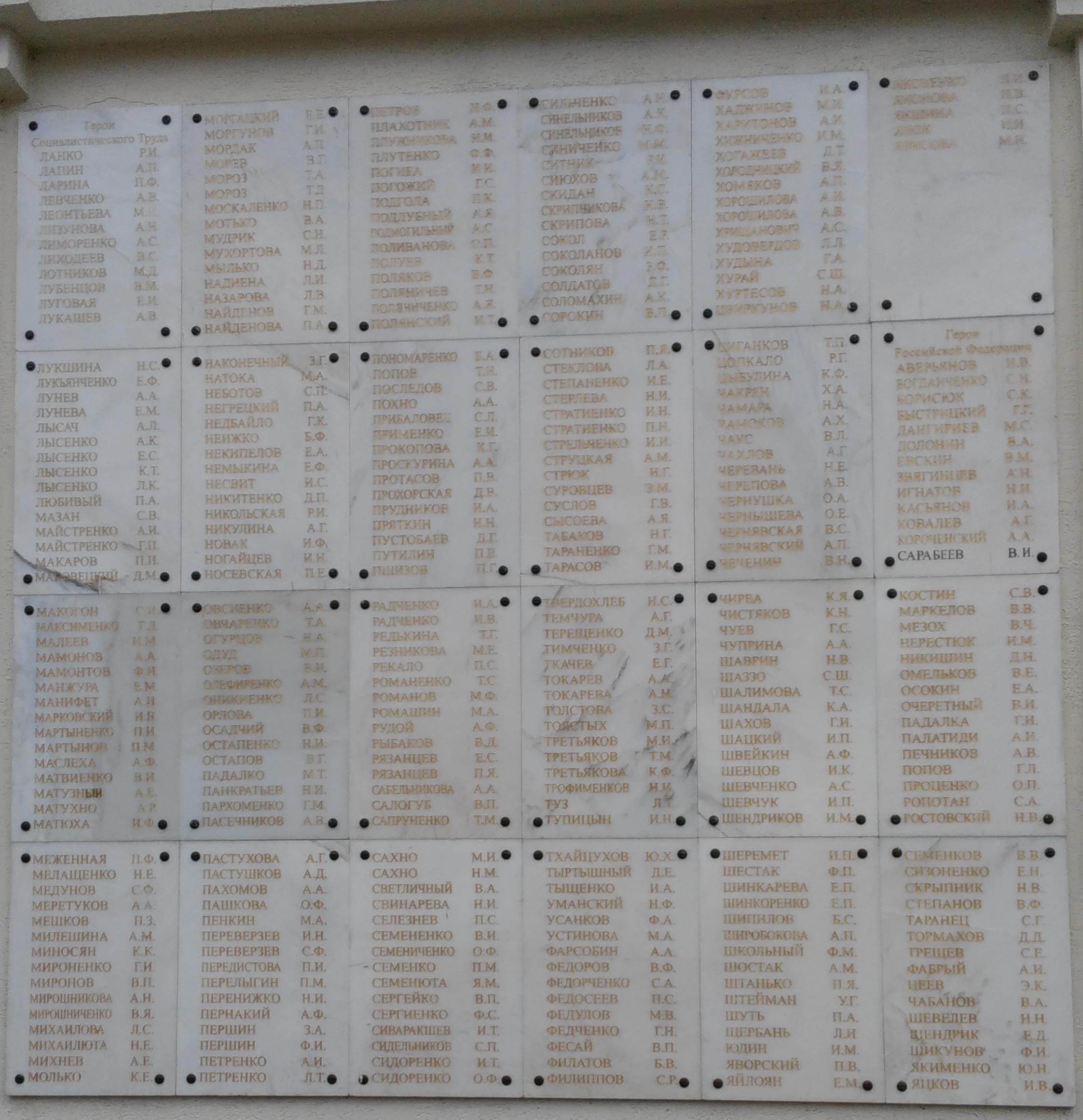
Мемориальная доска с именами Героев Социалистического Труда Кубани и Адыгеи. Краснодар 2017

- На могиле установлен надгробный памятник.
- Имя Героя золотыми буквами вписано на мемориальной доске в Краснодаре.